# 9657 Учка
9657 Учка (9657 Učka) — астероїд головного поясу, відкритий 24 лютого 1996 року.
Тіссеранів параметр щодо Юпітера — 3,187.
Названо на честь Учка (хорв. Učka) — гірського масиву, розташованого в східній Істрії, найбільшому півострові Хорватії.